# کاپیتان بومرنگ
کاپیتان بومرنگ (به انگلیسی: Captain Boomerang) عنوان دو شخصیت خیالی ابرشرور در کتاب‌های کامیک آمریکایی منتشر شده توسط دی‌سی کامیکس است. اولین کاپیتان بومرنگ با نام جرج «دیگِر» هارکنِس توسط نویسنده جان بروم و طراح کارمین اینفانتینو خلق شده‌است که برای اولین بار در شمارهٔ ۱۱۷ فلش (دسامبر ۱۹۶۰) معرفی شد. او به عنوان دشمن شخصیت‌های بری آلن و والی وست به‌شمار می‌رود که هر دوی آن‌ها نام شخصیت ابرقهرمان فلش را یدک می‌کشند.
هنگامی که جورج هارکنس در مجموعه محدود و ترکیبی «بحران هویت» در سال ۲۰۰۴ کشته شد، پسرش اوون مرسر (به انگلیسی: Owen Mercer) جای پدر را در مدت زمانی که او مرده بود گرفت. اما در نهایت و در طی رخدادهای «بلکِست نایت»، هارکنس دوباره با عنوان کاپیتان بومرنگ به زندگی بازمی‌گردد.
جای کورتنی نقش شخصیت کاپیتان بومرنگ را در دنیای توسعه‌یافته دی‌سی شامل فیلم‌های جوخه انتحار (۲۰۱۶) و دنبالهٔ آن ایفا کرده‌است.